# Liste des États du monde par continent
La liste des États du monde par continent donne pour chaque continent du monde, la liste des États qui s’y trouvent. Quelques pays font partie de plusieurs continents, ils sont classés d’après la localisation de leurs capitale.
Les territoires non compris officiellement dans les 197 pays mais dont l’indépendance est généralement reconnue (à savoir les 193 pays membres de l'ONU et le Vatican, Niue, les Îles Cook et la Palestine) sont indiqués dans cette page (rubriques spéciales), y compris les 3 possessions européennes de la Couronne britannique listées ici (car la Couronne n’est pas reconnue comme un pays indépendant, et ces territoires ne font pas partie du Royaume-Uni).
Les variantes concernant la dénomination des pays peuvent se trouver dans la liste des pays du monde.

## Afrique
| 54 États reconnus par la communauté internationale. | | | |
| - Afrique du Sud - Algérie - Angola - Bénin - Botswana - Burkina Faso - Burundi - Cameroun - Cap-Vert - République centrafricaine - Comores - République du Congo - République démocratique du Congo - Côte d'Ivoire                                                                                     | - Djibouti - Égypte - Érythrée - Éthiopie - Eswatini - Gabon - Gambie - Ghana - Guinée - Guinée-Bissau - Guinée équatoriale - Kenya - Lesotho - Liberia | - Libye - Madagascar - Malawi - Mali - Maroc - Maurice - Mauritanie - Mozambique - Namibie - Niger - Nigeria - Ouganda - Rwanda - Sao Tomé-et-Principe | - Sénégal - Seychelles - Sierra Leone - Somalie - Soudan - Soudan du Sud - Tanzanie - Tchad - Togo - Tunisie - Zambie - Zimbabwe |
| 2 États Indépendants à reconnaissance limitée | | | |
| - - Somaliland (Somalie) | - République arabe sahraouie démocratique (Mauritanie - Maroc)                                                                                          | | |
| 11 territoires considérés comme africains par l'UA. | | | |
| - Açores (Portugal)(territoire non situé sur la plaque africaine, mais eurasienne et nord-américaine, et peuplé de personnes d'ascendance d'européenne) - Îles Canaries (Espagne) - Territoire britannique de l'océan Indien (Royaume-Uni) - Îles Éparses de l'océan Indien (France) - Madère (Portugal) | - Mayotte (France) - Plazas de soberanía (Espagne) - Ceuta (Espagne) - Melilla (Espagne) - Réunion (France)                                             | - Sainte-Hélène, Ascension et Tristan da Cunha (Royaume-Uni)                                                                                           | |
| 3 territoires non indépendants appartenant à des pays africains | | | |
| - Cabinda (Angola) | - Rodrigues (Maurice) | - Zanzibar (Tanzanie) | |

## Amérique
| 35 États reconnus par la communauté internationale.                                                                                              | | | |
| - Antigua-et-Barbuda - Argentine - Bahamas - Barbade - Belize - Bolivie - Brésil - Canada - Chili                                                | - Colombie - Costa Rica - Cuba - République dominicaine - Dominique - Équateur - États-Unis - Grenade - Guatemala                                                                       | - Guyana - Haïti - Honduras - Jamaïque - Mexique - Nicaragua - Panama - Paraguay - Pérou                                  | - Saint-Christophe-et-Niévès - Sainte-Lucie - Saint-Vincent-et-les-Grenadines - Salvador - Suriname - Trinité-et-Tobago - Uruguay - Venezuela |
| 7 dépendances de pays américains. | | | |
| - Dépendances fédérales (Venezuela) - Îles Vierges des États-Unis (États-Unis)                                                                   | - Îles Galápagos (Équateur) - Archipel de San Andrés, Providencia et Santa Catalina (Colombie)                                                                                          | - Île Guadalupe (Mexique)                                                                                                 | - Île de la Navasse (États-Unis) - Porto Rico (États-Unis)                                                                                    |
| 22 dépendances européennes. | | | |
| - Anguilla (Royaume-Uni) - Aruba (Pays-Bas) - Bermudes (Royaume-Uni) - Bonaire (Pays-Bas) - Îles Caïmans (Royaume-Uni) - Île Clipperton (France) | - Curaçao (Pays-Bas) - Géorgie du Sud-et-les îles Sandwich du Sud (Royaume-Uni) - Groenland (Danemark) - Guadeloupe (France) - Guyane française (France) - Îles Malouines (Royaume-Uni) | - Martinique (France) - Montserrat - Saba - Saint-Barthélemy (France) - Saint-Eustache (Pays-Bas) - Saint-Martin (France) | - Saint-Martin (Pays-Bas) - Saint-Pierre-et-Miquelon (France) - Îles Turks-et-Caïcos (Royaume-Uni) - Îles Vierges britanniques (Royaume-Uni)  |

## Antarctique
| 1 ensemble territorial ( Antarctique), réglementé dans le cadre du traité sur l'Antarctique, composé de 9 territoires revendiqués ou non, entouré de 5 dépendances, possessions ou territoires extérieurs. |                                                    |                                                                        |                                                                            |
| 8 territoires revendiqués. |                                                    |                                                                        |                                                                            |
| - Antarctique argentin - Dépendance de Ross (Nouvelle-Zélande) | - Île Pierre Ier (Norvège) - Terre Adélie (France) | - Terre de la Reine-Maud (Norvège) - Territoire antarctique australien | - Territoire antarctique britannique - Territoire chilien de l'Antarctique |
| 1 territoire non revendiqué (terra nullius). |                                                    |                                                                        |                                                                            |
| - Terre Marie-Byrd |                                                    |                                                                        |                                                                            |
| 5 dépendances, possessions ou territoires extérieurs. |                                                    |                                                                        |                                                                            |
| - Île Bouvet - Archipel Crozet | - Îles Heard-et-MacDonald                          | - Îles Kerguelen                                                       | - Îles Saint-Paul et Nouvelle-Amsterdam                                    |

## Asie
| 49 États reconnus par la communauté internationale plus une grande partie de la Russie et le Sinaï ( Égypte).                                            | | | |  |
| - Afghanistan - Arabie saoudite - Arménie - Azerbaïdjan - Bahreïn - Bangladesh - Bhoutan - Birmanie - Brunei - Cambodge - Chine - Chypre - Corée du Nord | - Corée du Sud - Émirats arabes unis - Géorgie - Inde - Indonésie - Irak - Iran - Israël - Japon - Jordanie - Kazakhstan - Kirghizistan | - Koweït - Laos - Liban - Malaisie - Maldives - Mongolie - Népal - Oman - Ouzbékistan - Pakistan - Palestine - Philippines | - Qatar - Singapour - Sri Lanka - Syrie - Taïwan - Tadjikistan - Thaïlande - Timor oriental - Turkménistan - Turquie - Viêt Nam - Yémen |  |
| 2 États Indépendants à reconnaissance limitée | | | |  |
| - Abkhazie | | | - Ossétie du Sud-Alanie |  |
| 2 territoires extérieurs australiens. | | | |  |
| - Île Christmas | - Îles Cocos | | |  |
| 2 provinces spéciales de la Chine. | | | |  |
| - Hong Kong | - Macao | | |  |

## Europe
| 44 États reconnus par la communauté internationale.                                                                                | | | |
| - Albanie - Allemagne - Andorre - Autriche - Belgique - Biélorussie - Bosnie-Herzégovine - Bulgarie - Croatie - Danemark - Espagne | - Estonie - Finlande - France - Grèce - Hongrie - Irlande - Islande - Italie - Lettonie - Liechtenstein - Lituanie | - Luxembourg - Macédoine du Nord - Malte - Moldavie - Monaco - Monténégro - Norvège - Pays-Bas - Pologne - Portugal - Roumanie | - Royaume-Uni - Russie - Saint-Marin - Serbie - Slovaquie - Slovénie - Suède - Suisse - Tchéquie - Ukraine - Vatican |
| 3 États indépendants à reconnaissance limitée                                                                                      | | | |
| - Kosovo | Chypre du Nord | Transnistrie | |
| 3 dépendances de la Couronne britannique (assimilées à des territoires autonomes associés).                                        | | | |
| - Guernesey* | - Jersey* | - Île de Man* | |
| 1 territoire administré par l'ONU.                                                                                                 | | | |
| - Ligne verte | | | |
| 5 dépendances européennes | | | |
| - Îles Åland - Akrotiri et Dhekelia                                                                                                | - Îles Féroé | - Gibraltar | - Svalbard et Jan Mayen                                                                                              |

## Océanie
| 14 États reconnus par la communauté internationale.                                                                         | | |                                                                           |
| - Australie - Fidji - Kiribati - Îles Marshall                                                                              | - États fédérés de Micronésie - Nauru - Nouvelle-Zélande - Palaos                                                                                | - Papouasie-Nouvelle-Guinée - Îles Salomon - Samoa - Tonga                                          | - Tuvalu - Vanuatu                                                        |
| 2 États Indépendants reconnus en libre association avec la Nouvelle-Zélande                                                 | | |                                                                           |
| - Îles Cook | - Niue | |                                                                           |
| 2 États associés dont 1(*) avec les États-Unis et 1 (autogouverné**) avec l'Australie.                                      | | |                                                                           |
| - Îles Mariannes du Nord*                                                                                                   | - Île Norfolk** | |                                                                           |
| 17 Dépendances et Territoires océaniens.                                                                                    | | |                                                                           |
| - Guam (États-Unis) - Hawaï (États-Unis) - Atoll Johnston (États-Unis) - Atoll Palmyra (États-Unis) - Îles Gambier (France) | - Îles Midway (États-Unis) - Nouvelle-Calédonie (France) - Îles Pitcairn (Royaume-Uni) - Îles Chatham (Nouvelle-Zélande) - Îles Tuamotu (France) | - Samoa américaines - îles Tokelau (Nouvelle-Zélande) - Îles Marquises (France) - Wake (États-Unis) | - Wallis-et-Futuna (France) - Île de Pâques (Chili) - Polynésie française |